# Sipék
Sipék (szlovákul Šipice) Teszérhez tartozó, egykor önálló település Szlovákiában, a Besztercebányai kerület Korponai járásában.

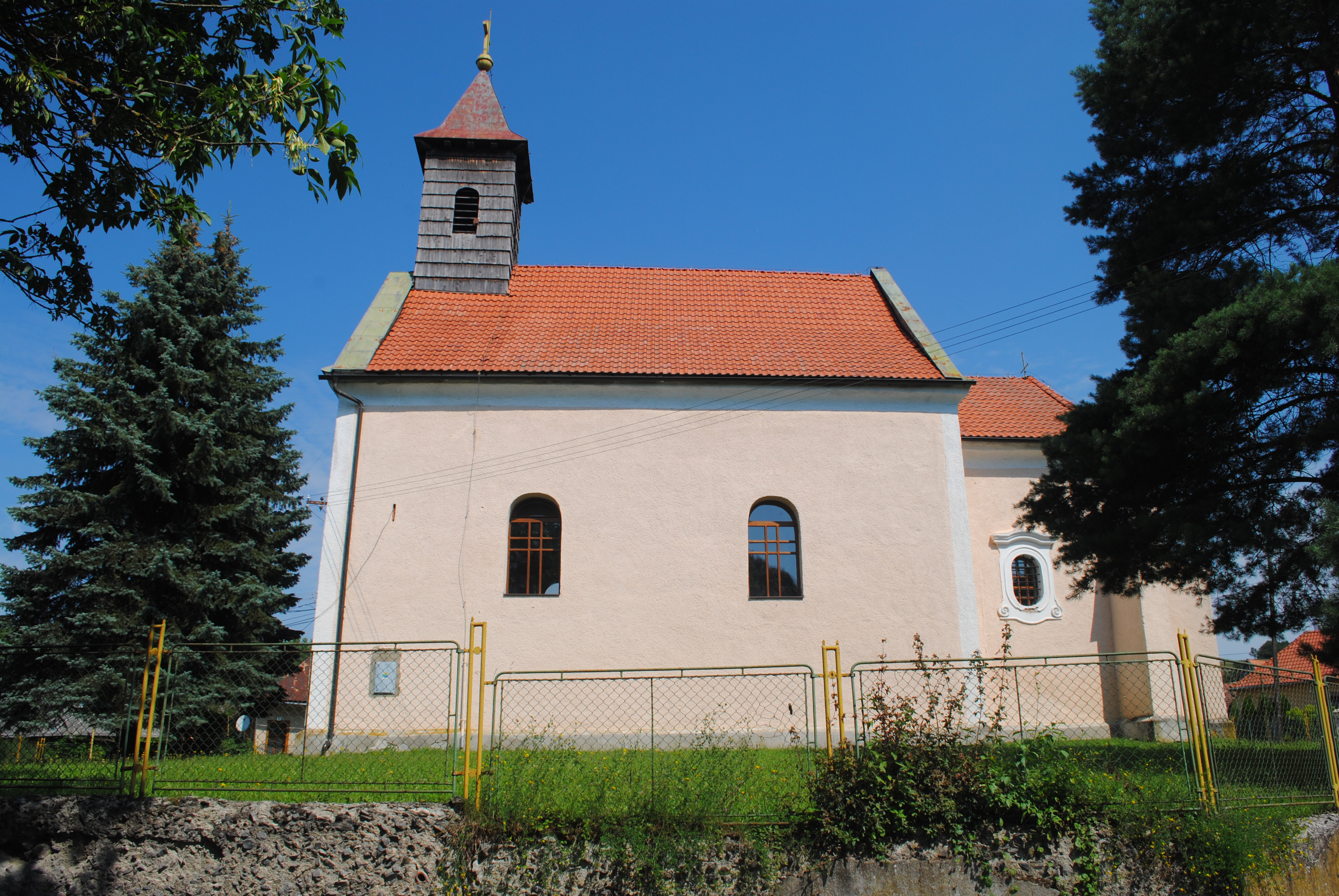
Sipéki r.k. templom

## Fekvése
Teszér központjától északra, a Ledény felé vezető úton fekszik.

## Története
Vályi András szerint „SIPEK. Alsó, és Felső Sipek. Két tót falu Hont Várm. Alsónak földes Ura Zsembery Uraság; Felsőnek pedig az Esztergomi Érsekség, Alsó a’ Felsőnek filiája; lakosaik katolikusok; földgyeik jól termők, fájok, legelőjök, ’s szőleik is hasznosak.”
Fényes Elek szerint „Sipek (Alsó), tót falu, Honth vmegyében, 11 kath., 113 evang. lak. Evang. templom. F. u. többen. Ut. p. Ipolyságh, 3 óra."
"Sipek (Felső), tót falu, Hont vmegyében: 74 kath., 102 evang. lak. Kath. paroch. templom. Bortermesztés. F. u. a primás.”
Hont vármegye monográfiája szerint "Alsósipék, a Ledény patak mentén fekvő tót kisközség 26 házzal és 110 ág. h. ev. lakossal; vasúti állomása és távírója, valamint postája Teszéren van. Okleveles említését már 1286-ban találjuk, a mikor Darási Mach, Mikó fia, szomszédság jogán panaszt emelt az esztergomi káptalan és Benedek prépost előtt Benedek Cene fia ellen, mert az Sypig nevű birtokát idegeneknek akarta eladni. Ez első okleveles adat után a XV. századig nem akadunk újabbra. A falu Sypoth, Sypith és Sepeth alakban 1438-ban fordul elő, a mikor Zsigmond király Pálóczy érseknek adott itt birtokot. Alighanem innen vette nevét és itt volt birtokos az a Sipéki család, melynek egyik tagja, Sipéki Orbonáz Antal, 1434-ben Hont vármegye alispánja volt. A XVIII. században a Felsőszúdi Sembery családot találjuk itt, mely a mult század elején, a Zmeskallokkal együtt, földesura volt a falúnak. A község temploma 1801-ben épült. Alsósipék közelében terült el hajdan Pyr község, melyről 1272-ben Villa Pyr alakban emlékezik egy oklevél; helyét ma a Péri puszta jelöli meg. Ettől a falutól vette nevét és a XIV. században valószinüleg birtokos volt ott az a Pyri család, melynek három tagjáról — Tyba, Bene és Ivánka de Pyr — egy 1312. évi följegyzés emlékezik meg."
"Felsősipék, a Szebelléb patak mellett fekvő tót kisközség, 32 házzal és 167 ág. h. ev. lakossal; vasúti állomása, postája és távirója Teszér. Felsősipék falu hajdan közös volt Alsósipékkel és ennek sorsában osztozott. Első uraként, a XIII. században, Cene fia Benedeket ismerjük, a kit 1286-ban említ oklevél. Ebben az oklevélben a falu neve Sypig alakban fordul elő. A község neve később a XV. században Sypoth, Sypith és Sepeth változatokban szerepel. Legemlékezetesebb okleveles említésére 1438-ban akadunk, a mikor Zsigmond király Pálóczy György érseknek itt birtokot adott. Pálóczy a birtokot az esztergomi érsekségnek adta, a mely a mult századig maradt meg benne. Jelenleg nagyobb birtokosa nincsen. Keresztély Ágost szász herczeg, a későbbi esztergomi érsek, alapította 1718-ban Sipéken a plébániát." 

## Külső hivatkozások
- Panorámakép